# Mazu (bogini)
Mazu (chin. trad. 媽祖, chin. upr. 妈祖, pinyin: Māzǔ; Pe̍h-ōe-jī: Má-chó͘, język wietnamski: Ma Tổ; dialekt Fuzhou: Mā-cū) – popularna chińska bogini mórz, czczona szczególnie na południowym wybrzeżu Chin i na Tajwanie. Jej kult szerzył się również na terenach nadmorskich, zamieszkiwanych przez Chińczyków, poczynając od Tiencin, poprzez Azję Południowo-Wschodnią po Kalifornię i Brazylię. Mazu uchodzi za patronkę rybaków i żeglarzy. Inne jej określenie to „Cesarzowa Niebios” (Tianhou, 天后).
Według legendy, Mazu była córką rybaka, która potrafiła opuszczać swoje ciało we śnie. Podczas jednego ze sztormów uratowała ojca i braci. Ostatniemu nie zdążyła pomóc i żeby naprawić swój błąd pomaga rybakom. Tradycja wskazuje jej datę urodzenia na 19 kwietnia 901 roku (lub 960 r.). Mazu towarzyszą Tysiącmilowe Oko (Qianli Yan, 千里眼) oraz Ucho Śledzące Wiatr (Shunfeng Er, 顺风耳), których schwytała na Górze Kwitnących Brzoskwiń i którzy pomagają jej ratować potrzebujących rybaków.
W językach min Mazu jest nazywana Ama (阿媽). Od zatoki Ama (Ama Hao), gdzie na jej cześć fujiańscy rybacy wznieśli świątynię, bierze się nazwa Makau.